# 爸爸回来了
《爸爸回來了》是中國浙江衛視和韓國KBS電視台合作的親子真人秀節目，概念參考自KBS電視台節目《超人回來了》。這是浙江衛視繼之前《人生第一次》之後又一档真人秀親子互動節目，本節目於2014年4月24日(第1季)/2015年5月9日(第2季)開始，逢星期五晚上22點播出。
2016年3月，浙江卫视宣布，因广电总局发出《关于进一步加强电视上星综合频道节目管理的通知》的文件，故《爸爸回來了》不再制作新一季节目。

## 節目概要
《爸爸回來了》節目得到韓國KBS電視台真人秀節目《超人回來了》團隊的導演、編劇和攝像指導拍攝。節目內容主要是表示出媽媽不在家的48小時內，爸爸和孩子相處互動過程的真實記錄。

## 节目成员

### 第一季
| 父親           | 孩子           | 孩子     | 備註 |
| 姓名           | 姓名/小名      | 首播年齡 | 備註 |
| 賈乃亮（30歲） | 賈云馨/甜馨    | 1歲半    | 父女 |
| 李小鵬（32歲） | 李馨琪/奧莉    | 2歲3个月 | 父女 |
| 吳尊（34歲）   | 吳欣怡/Nei nei | 3歲半    | 父女 |
| 王中磊（44歲） | 王元也/William | 8歲      | 父子 |

### 第二季
| 父親           | 孩子                  | 孩子            | 備註 |
| 姓名           | 姓名/小名             | 首播年齡        | 備註 |
| 賈乃亮（31歲） | 賈云馨/甜馨           | 2歲半           | 父女 |
| 李小鵬（33歲） | 李馨琪/奧莉           | 3歲4个月        | 父女 |
| 杜江（29歲）   | 杜宇麒/嗯哼           | 1歲8个月        | 父子 |
| 鄭鈞（47歲）   | 鄭熙岳/Jagger         | 4歲半           | 父子 |
| 唐志中（36歲） | 唐亦嘉/蜜蜜 唐海云/香香 | 3歲10个月 2歲半 | 父女 |

## 分集內容

### 第一季
| 集数 | 播放日期   | 内容                                    | 嘉宾          |
| ---- | ---------- | --------------------------------------- | ------------- |
| 1    | 2014-04-24 | 型爸吳尊pk潮爸賈乃亮                    |               |
| 2    | 2014-05-01 | 吳尊为女选驸马十法则                    |               |
| 3    | 2014-05-08 | 賈乃亮排戏吓哭甜馨                      |               |
| 4    | 2014-05-15 | 賈乃亮饺子噩梦再上演                    |               |
| 5    | 2014-05-22 | 威廉与奥莉欲结娃娃亲                    |               |
| 6    | 2014-05-29 | neinei吳尊合拍婚纱照                    |               |
| 7    | 2014-06-05 | 甜馨再展搞笑功底                        |               |
| 8    | 2014-06-12 | 賈乃亮創意潛水顯父愛 奧莉拉褲子忐忑不安 |               |
| 9    | 2014-06-19 | 甜馨、奧莉姊妹花同遊三亞                |               |
| 10   | 2014-06-26 | 爸爸回來了媽媽也回來了                  | 李小璐 李安琪 |
| 11   | 2014-07-03 | 四家首度齊聚                            |               |
| 12   | 2014-07-10 | 爸爸回來了第一季完美收官                |               |

### 第二季
| 集数 | 播放日期   | 内容                                    | 嘉宾           |
| ---- | ---------- | --------------------------------------- | -------------- |
| 1    | 2015-05-09 | 新一期開始寶貝們長大了                  |                |
| 2    | 2015-05-16 | 甜馨嚇退咆哮狗 奧莉壁咚哥哥安慰別氣     |                |
| 3    | 2015-05-23 | 甜馨嫌棄乃爸扮唐僧 威廉回歸餵食奧莉     |                |
| 4    | 2015-05-30 | 嗯哼喊李晨爸爸看呆杜江 甜馨直呼乃爸亮哥 | 李晨 鄭愷 陳赫 |
| 5    | 2015-06-06 | 甜馨奧莉“雙驕”再合璧                    |                |
| 6    | 2015-06-13 | 乃爸幻想女婿遭甜馨制止 奧莉被嗯哼喊阿姨 |                |
| 7    | 2015-06-20 | 甜馨被嫌全家最黑 金句反擊我白著呢       |                |
| 8    | 2015-06-27 | 甜馨奧莉合體跳芭蕾 杜江對嗯哼瘋狂壁咚   |                |
| 9    | 2015-07-04 | 甜馨片場探班變導演 奧莉赴美同外婆練體操 |                |
| 10   | 2015-07-11 | 甜馨橫店遭粉絲圍攻 嗯哼認錯媽媽出糗     | 秦岚 甘薇      |
| 11   | 2015-07-18 | 五組家庭首度齊聚 甜馨獲封幼兒園扛把子   |                |
| 12   | 2015-07-25 | 大結局收官party 乃爸神還原“我們白著呢”  |                |

數據由央視索福瑞CSM50城測量儀提供，調查範圍為4歲以上之觀眾。
- 資料來源：CSM（页面存档备份，存于）

## 宣傳
《爸爸回來了》節目組與2014年4月15日下午在北京召開《爸爸回來了》首播新聞發布會，宣佈華誼兄弟執行總裁王中磊，體操王子李小鵬以及影視明星吳尊 ，賈乃亮會在節目中出現。並表示節目首播時會有劉德華、孫楊串場，節目尾聲將會看到成龍串場。

## 资料来源
1. 1 2  . 东方网. 2014-04-26  [2014-04-26]. （原始内容存档于2014-04-26）.
2. 1 2  . 凤凰网娱乐. 2014-04-25  [2014-04-26]. （原始内容存档于2014-04-26）.
3. ↑  . 北京青年报. 2016-03-06  [2016-04-17]. （原始内容存档于2016-03-07）.
4. ↑  . 中國國際廣播電臺國際線上版. 2014-04-26  [2016-05-18]. （原始内容存档于2017-03-05）.
5. ↑  . 信息时报線上版. 2014-03-21  [2014-04-26]. （原始内容存档于2014-04-26）.
6. ↑  . 凤凰网娱乐. 2014-04-16  [2014-04-26]. （原始内容存档于2014-04-26）.

## 外部連結
- 爸爸回来了的新浪微博
- 《爸爸回来了》浙江衛視專題（页面存档备份，存于）

## 综艺节目的变迁
| 中国大陆 浙江卫视 每周四22：00-23:30                                                                                     | 中国大陆 浙江卫视 每周四22：00-23:30         | 中国大陆 浙江卫视 每周四22：00-23:30                                                                                         |
| --- | -------------------------------------------- | --- |
| | 爸爸回来了1 （2014年4月24日－2014年7月10日） | |
| 宝贝大猜想 （2014年1月9日－2014年3月27日）                                                                               | 爸爸回答吧 （2014年7月17日－2014年10月9日）  | |
| 中国大陆 浙江卫视 每周六20：20-22：00                                                                                    |                                              | |
| — | 爸爸回来了2 （2015年5月9日－2015年7月25日）  | — |
| 臺灣 东森综合台 每周六 22:00 - 23:30 · 初三(2月21日)播出时间为20:00 - 24:00                                              |                                              | |
| 综艺大热门（22:00 - 23:00） （2013年7月6日－2015年1月10日）22K梦想高飞（23:00 - 24:30） （2014年11月1日－2015年1月10日） | 爸爸回来了1 （2015年1月17日－2015年4月18日） | 星座愛情獅子女 （2015年4月25日 - 2015年6月20日）                                                                             |
| 臺灣 東森超視 每週五 21:00 - 22:30                                                                                       |                                              | |
| - | 爸爸回來了1 （2015年3月6日－2015年5月22日）  | 私房話老實說 （21:00 - 22:00） （2015年5月25日－2015年7月30日）綜藝大熱門 （22:00 - 23:00） （2015年5月25日－2016年2月12日） |
| 新加坡 佳樂台 每週日 19:00 - 21:00                                                                                       |                                              | |
| 兩天一夜 (第二季) (2015年2月22日-5月31日)                                                                                | 爸爸回來了2 (2015年6月7日-8月23日)           | — |
| 马来西亚 Astro全佳HD 星期六 22:00 - 00:00                                                                                |                                              | |
| 偶像来了 （2015年8月29日－2015年11月14日）                                                                               | 爸爸回来了2 （2015年11月21日－2016年2月6日） | 报告教练 （2016年2月13日 - 2016年）                                                                                          |
| 臺灣 衛視中文台 每週二至週五 11:00 - 12:00 · 4月1日起改為每週三至週五 11:00 - 12:00 · 最終回於4月12日播出                |                                              | |
| 奔跑吧兄弟 （11:00 - 13:00） （2月29日 10:30 - 14:30） （2016年2月8日－2016年2月29日）                                   | 爸爸回來了2 （2016年3月1日－2016年4月12日）  | － |
| 臺灣 星衛娛樂台 每週日 20:00 - 22:00                                                                                     |                                              | |
| 奔跑吧兄弟 （2016年1月17日－2016年5月8日）                                                                               | 爸爸回來了2 （2016年5月15日－2016年6月26日） | 奔跑吧兄弟 (第三季) （2016年7月3日－2016年 月 日）                                                                           |
| 每週六 17:00 - 19:00 |                                              | |
| 爸爸回來了 （2016年5月21日－2016年6月25日）                                                                              | 爸爸回來了1 （2016年7月2日－2016年7月30日）  | 瘋神歡樂秀 （17:00 - 18:00）冠軍任務 （18:00 - 19:00）                                                                       |